# Kunieje
Kunieje (biał. Кунеі; ros. Кунеи) – wieś na Białorusi, w obwodzie grodzieńskim, w rejonie werenowskim, w sielsowiecie Zabłoć. Większość mieszkańców stanowią Polacy.
W dwudziestoleciu międzywojennym leżały w Polsce, w województwie nowogródzkim, w powiecie lidzkim, w gminie Zabłoć.